# Organo della chiesa di Santa Maria della Mercede e Sant'Adriano a Roma

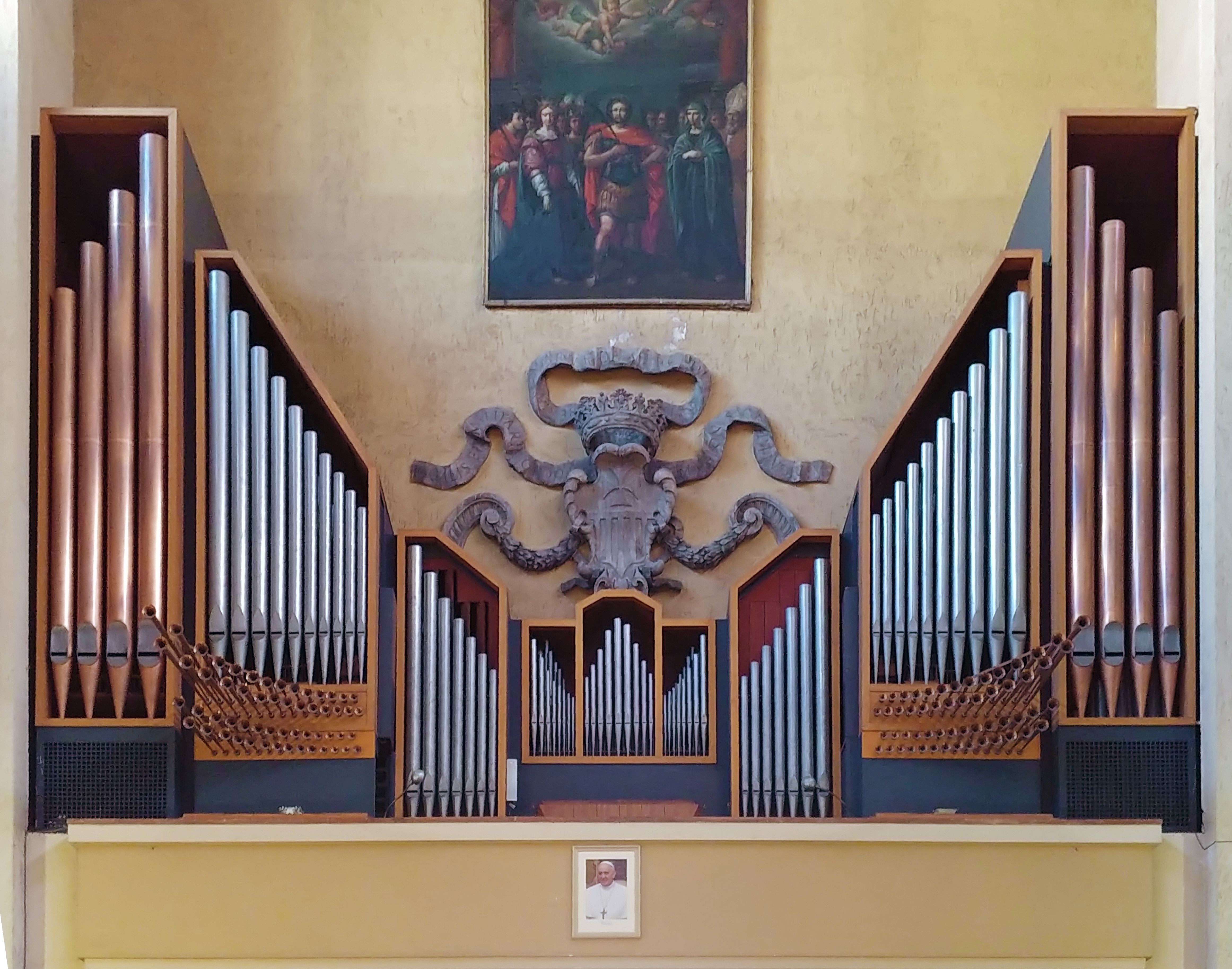
L'organo Tamburini opus 598

L'organo della chiesa di Santa Maria della Mercede e Sant'Adriano è il Tamburini opus 598, costruito nel 1968-1970.

## Storia

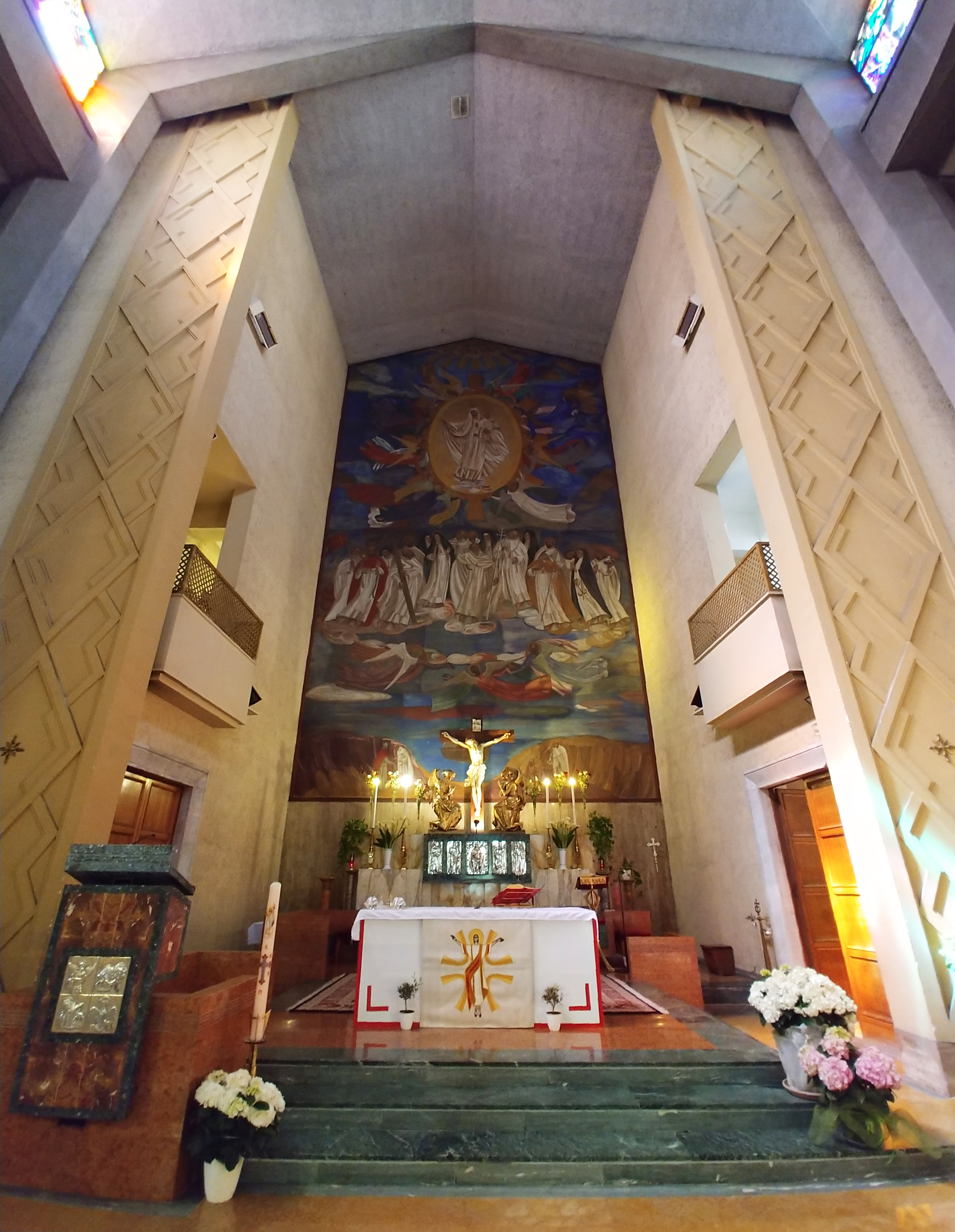
L'abside con le due cantorie: su quella di destra hanno trovato luogo dal 1999 al 2013 le canne del primo manuale

La chiesa di Santa Maria della Mercede e Sant'Adriano venne edificata negli anni 1950 su progetto di Marco Piloni e completata nel 1958. I lavori di costruzione dell'organo a canne iniziarono nel 1968 ad opera della ditta Tamburini; il progetto venne stilato da Luigi Ferdinando Tagliavini, affiancato da Corrado Verga per il disegno della cassa. Lo strumento venne inaugurato il 25 maggio 1970 con un concerto dello stesso Tagliavini. Negli anni successivi l'organo è stato utilizzato nell'ambito della rassegna annuale Settembre Organistico Internazionale con la partecipazione di organisti di fama internazionale tra i quali anche Gaston Litaize, André Marchal e Karl Richter.
Nel 1999 lo strumento venne sottoposto ad un restauro ad opera della ditta Continiello; in tal frangente venne dotato di una consolle ausiliaria e tutte le canne appartenenti al primo manuale (Positivo espressivo) furono trasferite sulla cantoria di destra dell'abside, occultate dietro delle finte canne di mostra appositamente realizzate, installate anche sulla cantoria speculare. Il concerto inaugurale fu tenuto da Alberto Pavoni nella settimana santa del 2000. Con un intervento del 2013, pur mantenendo la seconda consolle, il Positivo espressivo è tornato nella sua collocazione originaria e sono stati rimossi i prospetti dalle due cantorie dell'abside.

## Descrizione
L'organo a canne occupa interamente in larghezza la cantoria nella parete di controfacciata che, in sua corrispondenza, presenta una profonda rientranza verso l'esterno.
Lo strumento è racchiuso entro una cassa in legno di abete di fattura geometrica disegnata da Corrado Verga, che si articola in sette campi (dei quali quello centrale con prospetto tripartito) ed è caratterizzata da un andamento digradante verso il centro a causa della presenza, a ridosso della parete soprastante, dello stemma settecentesco ad altorilievo dell'Ordine di Santa Maria della Mercede, già sulla facciata del convento di via Bonella, e della secentesca tela Sant'Adriano martire e compagni martiri, tradizionalmente attribuita a Cesare Torelli e proveniente dalla chiesa di Sant'Adriano al Foro Romano. della quale l'edificio attuale ha ereditato il titolo ed alcuni arredi. Ciascuno dei campi della cassa corrisponde ad una determinata divisione dell'organo: i due più esterni, rettangolari e con canne color rame in cuspide unica digradante verso l'esterno, al Pedale; seguono i due del Grand'Organo (secondo manuale), con profilo superiore della cassa inclinato verso il centro e canne in cuspide unica digradante verso l'interno; i due più interni appartengono al Positivo espressivo (primo manuale) e hanno caratteristiche analoghe ai due immediatamente esterni; il centrale è l'Eco aperto (terzo manuale) con mostra in tre campi articolata in cuspide unica e ali laterali. Le bocche delle canne di facciata sono tutte a mitria ad eccezione di quelle dei campi più esterni che sono a scudo. Immediatamente al di sotto della mostra dei campi del Grand'Organo vi sono le Trombe orizzontali, con tube in ottone.
L'organo dispone di due consolle, entrambe con tre manuali di 61 note ciascuna (Do1-Do6) e pedaliera concavo-radiale di 32 (Do1-Sol3): quella originaria è a finestra e si apre al centro della parete anteriore della cassa; quella ausiliare, invece, è mobile indipendente e si trova a pavimento nell'ultima cappella laterale di sinistra. In entrambi i registri, gli accoppiamenti, gli accessori, le unioni e gli annullatori sono azionati da placchette a bilico con i nomi incisi. Il sistema di trasmissione è mista, meccanica per i manuali ed il pedale ed elettrica per i registri; dalla consolle ausiliaria al corpo d'organo, essa è integralmente elettronica.
La disposizione fonica è la seguente:
| I - Positivo espressivo |        |
| Principale              | 8'     |
| Ottava                  | 4'     |
| XV                      | 2'     |
| Ripieno                 | 4 file |
| Cimbalo                 | 2 file |
| Bordone                 | 16'    |
| Flauto tappato          | 8'     |
| Flauto in ottava        | 4'     |
| Flauto in XII           | 2.2/3' |
| Flauto in XV            | 2'     |
| Flauto in XVII          | 1.3/5' |
| Flauto in XIX           | 1.1/3' |
| Violetta                | 8'     |
| Voce flebile            | 8'     |
| Regale                  | 16'    |
| Violoncello             | 8'     |
| Oboè                    | 8'     |
| Tremolo                 |        |

| II - Grand'Organo  |        |
| Principale         | 16'    |
| Principale         | 8'     |
| Ottava             | 4'     |
| XII                | 2.2/3' |
| XV                 | 2'     |
| XIX-XXII           | 1.1/3' |
| XXVI-XXIX          | 2/3'   |
| Ripieno            | 4 file |
| Voce umana         | 8'     |
| Flauto a cuspide   | 8'     |
| Flauto in ottava   | 4'     |
| Cornetto           | 5 file |
| Fagotto            | 16'    |
| Tromba orizzontale | 8'     |
| Tromba             | 8'     |
| Tromba             | 4'     |

| III - Eco aperto |        |
| Principale       | 8'     |
| Ottava           | 4'     |
| XV               | 2'     |
| XIX              | 1.1/3' |
| XXII             | 1'     |
| XXVI-XXIX        | 2/3'   |
| Flauto a camino  | 8'     |
| Flauto a cuspide | 4'     |
| Sesquialtera     | 2 file |
| Cromorno         | 8'     |
| Tremolo          |        |

| Pedale     |        |
| Principale | 16'    |
| Ottava     | 8'     |
| XV         | 4'     |
| XXII       | 2'     |
| Ripieno    | 6 file |
| Subbasso   | 16'    |
| Bordone    | 8'     |
| Flauto     | 4'     |
| Fagotto    | 16'    |
| Trombone   | 8'     |
| Clarone    | 4'     |